# Kanton Estrées-Saint-Denis
Kanton Estrées-Saint-Denis (fr. Canton d'Estrées-Saint-Denis) je francouzský kanton v departementu Oise v regionu Hauts-de-France. Skládá se ze 71 obcí. Před reformou kantonů 2014 ho tvořilo 15 obcí.

## Obce kantonu
od roku 2015:
| - Antheuil-Portes - Arsy - Avrigny - Bailleul-le-Soc - Baugy - Belloy - Biermont - Blincourt - Boulogne-la-Grasse - Braisnes-sur-Aronde - Canly - Cernoy - Chevrières - Choisy-la-Victoire - Coivrel - Conchy-les-Pots - Coudun - Courcelles-Epayelles - Cressonsacq - Crèvecœur-le-Petit - Cuvilly - Domfront - Dompierre - Épineuse | - Estrées-Saint-Denis - Le Fayel - Ferrières - Francières - Le Frestoy-Vaux - Giraumont - Godenvillers - Gournay-sur-Aronde - Grandfresnoy - Grandvillers-aux-Bois - Hainvillers - Hémévillers - Houdancourt - Lataule - Léglantiers - Longueil-Sainte-Marie - Maignelay-Montigny - Margny-sur-Matz - Marquéglise - Ménévillers - Méry-la-Bataille - Monchy-Humières - Montgérain - Montiers | - Montmartin - Mortemer - Moyenneville - Moyvillers - Neufvy-sur-Aronde - La Neuville-Roy - La Neuville-sur-Ressons - Orvillers-Sorel - Le Ployron - Pronleroy - Remy - Ressons-sur-Matz - Ricquebourg - Rivecourt - Rouvillers - Royaucourt - Sains-Morainvillers - Saint-Martin-aux-Bois - Tricot - Vignemont - Villers-sur-Coudun - Wacquemoulin - Welles-Pérennes |

před rokem 2015:
- Arsy
- Canly
- Chevrières
- Estrées-Saint-Denis
- Le Fayel
- Francières
- Grandfresnoy
- Hémévillers
- Houdancourt
- Lachelle
- Longueil-Sainte-Marie
- Montmartin
- Moyvillers
- Remy
- Rivecourt